# Martine
Martine ist ein weiblicher Vorname.

## Herkunft und Bedeutung
Martine ist eine vorwiegend französische Variante des Vornamens Martina, der wiederum die weibliche Form des Vornamens Martin ist.

## Namensträger

### Vorname
- Martine Andernach (* 1948), französisch-deutsche Stein- und Metallbildhauerin
- Martine Aubry (* 1950), französische Politikerin (PS)
- Martine Beswick (* 1941), jamaikanische Schauspielerin
- Martine Billard (* 1952), französische Politikerin (Les Verts)
- Martine Brochard (* 1944), französische Schauspielerin
- Martine Brunschwig Graf (* 1950), Schweizer Politikerin (FDP-Liberale)
- Martine Carol (eigentlich Marie-Louise „Maryse“ Jeanne Nicolle Mourer; 1920–1967), französische Schauspielerin
- Martine Chevallier (* 20. Jahrhundert), französische Schauspielerin
- Martine de Cortanze (* 1945), französische Rallye-, Enduro- und Powerboatfahrerin sowie Journalistin und Autorin
- Martine Dugrenier (* 1979), kanadische Ringerin
- Martine Ek Hagen (* 1991), norwegische Skilangläuferin
- Martine Franck (1938–2012), belgische Fotografin
- Martine Grael (* 1991), brasilianische Seglerin
- Martine Kempf (* 1958), französische Unternehmerin und Erfinderin
- Martine McCutcheon (geb. Martine Kimberley Sherri Ponting; * 1976), britische Sängerin und Schauspielerin
- Martine Moïse (* 1974), ehemalige haitianische First Lady, Witwe des ermordeten Präsidenten Moïse
- Martine Nida-Rümelin (* 1957), deutsche Philosophin
- Martine Ohr (* 1964), niederländische Hockeyspielerin
- Martine Oppliger (* 1957), Schweizer Langstreckenläuferin französischer Herkunft
- Martine Rahier (* 1954), belgische Professorin für Tierökologie und Entomologie
- Martine F. Roussel (* 1950), französisch-amerikanische Zellbiologin
- Martine Smeets (* 1990), niederländische Handballspielerin
- Martine de Souza (* 1973), Badmintonspielerin aus Mauritius
- Martine Veldhuis (* 1996), niederländische Ruderin.
- Martine Wonner (* 1964), französische Psychiaterin und Politikerin

### Familienname
- Arkady Martine (* 1985), US-amerikanische Historikerin und Schriftstellerin
- James Edgar Martine (1850–1925), US-amerikanischer Politiker
- Norma Jean Martine (* 1991), amerikanische Sängerin und Songwriterin
- Roger Martine (1930–2005), französischer Rugby-Union-Spieler

## Sonstiges
- Mount Martine, Berg auf der antarktischen Charcot-Insel